# Виноградный переулок (Киев)
Виногра́дный переу́лок — переулок в Печерском районе города Киева, местность Липки. Пролегает от улицы Филиппа Орлика до тупика, где с помощью ступеней соединяется с проездом к Институтской улице.
Протяжённость улицы 240 м.

## История
Виноградный переулок возник в середине XIX столетия. Его название происходит от Виноградного сада, посаженного здесь в XVIII — 1-й четверти XIX столетия. Застройка переулка относится к 1960-м годам и состоит из серийных многоэтажек, что является нетипичным для данной местности.

## Транспорт
- Станция метро «Арсенальная»

## Почтовый индекс
01021

## Географические координаты
координаты начала 50°26′30″ с. ш. 30°32′05″ в. д.
координаты конца 50°26′36″ с. ш. 30°32′13″ в. д.